# خط تقسیم قاره آمریکا

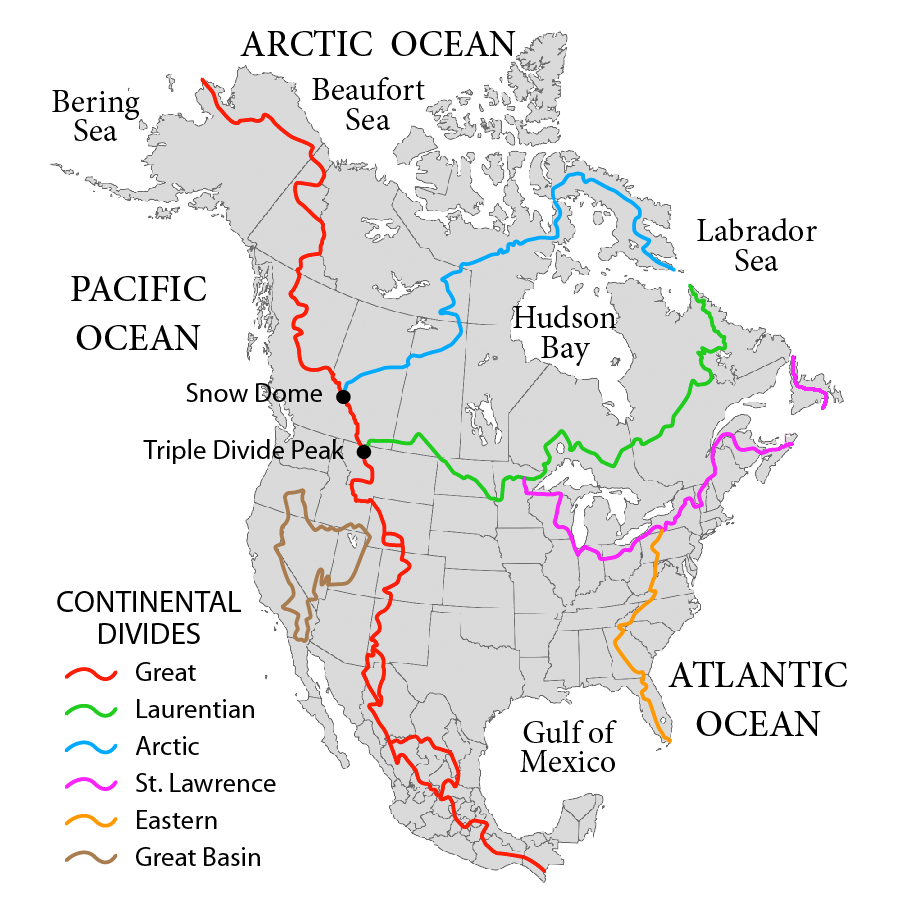
خط تقسیم قاره‌ای در آمریکای شمالی به‌رنگ قرمز و دیگر تقسیمات حوضه آبریز در آمریکای شمالی

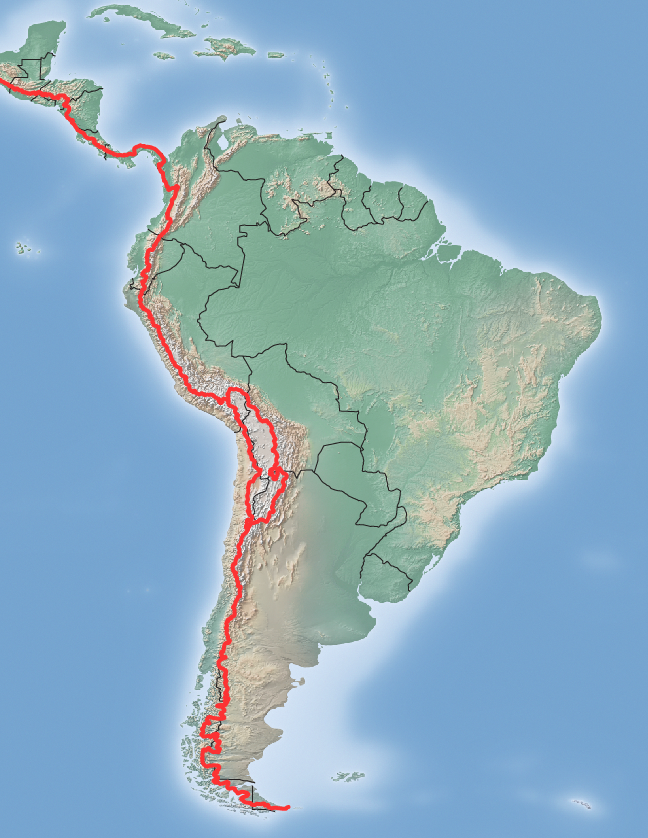
خط تقسیم قاره‌ای در آمریکای مرکزی و آمریکای جنوبی

خط تقسیم قاره آمریکا (انگلیسی: Continental Divide of the Americas) معروف به گسست بزرگ (Great Divide)، مهم‌ترین خط تقسیم هیدرولوژیکی در قاره آمریکا است. این مرز طبیعی، که عمدتاً در نواحی کوهستانی قرار دارد، از تنگه برینگ در شمال تا تنگه ماژلان در جنوب امتداد یافته و حوضه‌های آبریز منتهی به اقیانوس آرام را از شبکه‌های آبی منتهی به اقیانوس اطلس و قطب شمال (شامل خلیج مکزیک، دریای کارائیب و خلیج هادسون) جدا می‌کند.
این تقسیم‌بندی با دنبال کردن ارتفاعات اصلی رشته‌کوه‌های راکی و آند، برجستگی بیشتری نسبت به تقسیم‌بندی‌های هیدرولوژیکی دیگر دارد و آن‌ها را در حاشیه قرار می‌دهد. همچنین نقاط خاصی روی این خط سه‌راهه آبی را تشکیل می‌دهند، از جمله قله تریپل دیواید در مونتانای آمریکا که تنهاجایی در آمریکاست که آب آن به سه مسیر اقیانوسی مختلف (آرام، اطلس و قطبی) جاری می‌شود؛ این ویژگی آن را به «راس هیدرولوژیکی» قاره تبدیل کرده است.
در ایالات متحده، مسیر ملی زیبای خط تقسیم قاره‌ای از مرز مکزیک تا کانادا امتداد یافته و از ایالت‌های مونتانا، آیداهو، وایومینگ، کلرادو و نیومکزیکو عبور می‌کند؛ ادامه‌ای از این مسیر نیز تحت عنوان مسیر گرَند دیواید در کانادا اجرا شده است.